# Церква Святого Миколая (Конюшки)
Церква Святого Миколая в Конюшках — втрачений дерев'яний греко-католицький храм у селі Конюшках Рогатинської громади Івано-Франківського району Івано-Франківської области України.

## Відомості
Дерев'яна церква збудована в 1902 році на місці давньої дерев'яної, яка діяла вже в [1832] році.
Відомо, що в 1911 році церкву розписував художник Модест Сосенко.
Під час Першої світової війни парафіяльна будівля зазнала руйнувань, оскільки в ній проживали солдати. Храм також був пошкоджений ручними гранатами, а чотири церковні дзвони забрали росіяни.
Згодом церква була зруйнована. На її місці в 1991 році збудували храм Успіння Пресвятої Богородиці.
Парафія і храм належали до Бурштинського ([1832—1842]) та Рогатинського ([1843—1944]) деканатів. Кількість парафіян: 1832 — 592, 1844 — 728, 1854 — 848, 1864 — 846, 1874 — 980, 1884 — 1.007, 1894 — 1.045, 1904 — 1 300, 1914 — 1.630, 1924 — 1.640, 1936 — 1.461.

## Парохи
- о. Микола Мартинович (1831, адміністратор)
- о. Амін Кучинський ([1832])
- о. Михайло Теліксовський ([1836]—1838, адміністратор)
- о. Микола Лонкевич (1838—1842, адміністратор; 1842—1857)
- о. Павло Нудь (1857—1858, адміністратор)
- о. Костянтин Красницький (1858—1899+)
- о. Йосиф Дубанович (1899—1901, адміністратор)
- о. Омелян Рудницький (1901—1942+)
- о. Михайло Пиріг (1942—[1944])
- о. Емануїл Кордуба (1935—[1939])